# Банишевский, Анатолий Андреевич
Анато́лий Андре́евич Банише́вский (азерб. Anatoli Andreyeviç Banişevski; 23 февраля 1946, Баку — 10 декабря 1997, Баку) — советский футболист, нападающий, тренер. Капитан бакинского «Нефтчи», игрок сборной СССР. Мастер спорта СССР международного класса (1990). Заслуженный мастер спорта СССР (1991). Кавалер Ордена Славы (1996).

## Биография

### Карьера игрока
Анатолий Банишевский родился 23 февраля 1946 года в Баку в семье молокан. Дед Банишевского родом из Западной Украины. Фамилия польского происхождения. 
Всю жизнь посвятил этому городу.  
Начал заниматься футболом в бакинском клубе «Локомотив». В 16 лет попал в бакинский клуб «Нефтчи» и быстро пробился в основной состав. Видевшие игру молодого Банишевского восхищались ею и признавали в нём несомненный талант. Именитые клубы страны предлагали ему московскую и киевскую «прописку», но он продолжал играть на родине. 
Выступал в составе «Нефтчи» с 1963 по 1973 и с 1975 по 1978 год. Провёл в команде 318 матчей, забил 136 голов.  
В 1966 году «Нефтчи» завоевал бронзовые медали чемпионата СССР. 

### В составе сборной
В 19 лет Николай Морозов пригласил его в первую сборную СССР. Дебютировал в составе сборной 4 июля 1965 года на Лужниках против сборной Бразилии с Пеле в составе.
Через полгода забил сборной Бразилии на «Маракане» головой с 25—40 метров (по разным данным). Мяч срикошетил от головы в ворота (по другой версии, по рассказу Владимира Пономарёва Банишевский, подпрыгнув, направил мяч в ворота). 
В 1966 году выступил на чемпионате мира, где сборная СССР дошла до полуфинала, заняв 4-е место.
На чемпионате Европы 1968 года дошёл до полуфинала, заняв 4 место.
На чемпионате Европы 1972 года сборная СССР заняла второе место. 18 июня 1972 года сборная проиграла сборной ФРГ в финале 0:3. Банишевского назвали одним из главных виновников поражения в финале. После этого он перестал вызываться в сборную. На Банишевского это подействовало отрицательно. Он даже хотел закончить с футболом и какое-то время не играл. Однако, потом вернулся и завершил карьеру игрока в «Нефтчи».
В составе сборной СССР провёл 50 матчей, забил 19 голов.
Являлся членом клуба Григория Федотова.

### Карьера тренера
Окончил высшую школу тренеров в Москве. С 1981 по 1982 год работал тренером в «Нефтчи». 
С 1984 по 1987 год являлся главным тренером «Автомобилиста» из Мингечевира.
С 1987 по 1988 год тренировал молодёжную сборную Буркина-Фасо. В 1988 году тренировал «Кяпаз».
Его стали одолевать появившиеся болезни — панкреатит и сахарный диабет, и с тренерской деятельностью пришлось закончить.
Скончался 10 декабря 1997 года . Похоронен на Второй Аллее почётных захоронений в Баку. Аллея расположена на Ясамальском кладбище.

## Память
Именем Банишевского назван стадион в Масаллы.  
В Баку проводится международный турнир имени Банишевского среди юношей. 
В 2003 году к 50-летнему юбилею УЕФА футбольные организации входящих в неё стран называли лучшего игрока последних 50 лет по своей версии. Азербайджанская федерация футбола назвала лучшим Анатолия Банишевского. 
В Москве в 2008 году в издательстве «Центр Пропаганды»  вышла книга «След кометы. Страницы жизни Анатолия Банишевского» автора Азера Джангирова.
На доме, в котором проживал Банишевский, установлена мемориальная доска.

## Семья
Жена, Инна Банишевская. Поженились в декабре 1966 года. Двое детей, девочки. Есть брат.
Внук Банишевского Али Бабаев с 2011 года начал играть в составе юношеской команды «Нефтчи».

## Статистика
| Год   | Лига   | Чемп. | Чемп. | Кубок | Кубок | Дубль | Дубль | Всего | Всего |
| Год   | Лига   | Игр   | Гол   | Игр   | Гол   | Игр   | Гол   | Игр   | Гол   |
| ----- | ------ | ----- | ----- | ----- | ----- | ----- | ----- | ----- | ----- |
| 1963  | Высшая | 0     | 0     | 0     | 0     | ?     | 3     | ?     | 3     |
| 1964  | Высшая | 20    | 3     | 1     | 1     | 0     | 0     | 21    | 4     |
| 1965  | Высшая | 27    | 8     | 1     | 0     | 0     | 0     | 28    | 8     |
| 1966  | Высшая | 14    | 12    | 0     | 0     | 0     | 0     | 14    | 12    |
| 1967  | Высшая | 21    | 13    | 4     | 0     | 0     | 0     | 25    | 13    |
| 1968  | Высшая | 18    | 8     | 3     | 3     | 0     | 0     | 21    | 11    |
| 1969  | Высшая | 7     | 1     | 0     | 0     | 0     | 0     | 7     | 1     |
| 1970  | Высшая | 24    | 6     | 4     | 2     | 0     | 0     | 28    | 8     |
| 1971  | Высшая | 28    | 10    | 5     | 5     | 0     | 0     | 33    | 15    |
| 1972  | Высшая | 26    | 10    | 2     | 1     | 0     | 0     | 28    | 11    |
| 1973  | Первая | 30    | 22    | 3     | 0     | 0     | 0     | 33    | 22    |
| 1974  | Первая | 0     | 0     | 0     | 0     | 0     | 0     | 0     | 0     |
| 1975  | Первая | 17    | 6     | 0     | 0     | 0     | 0     | 17    | 6     |
| 1976  | Первая | 29    | 12    | 2     | 0     | 0     | 0     | 31    | 12    |
| 1977  | Высшая | 9     | 3     | 0     | 0     | 0     | 0     | 9     | 3     |
| 1978  | Высшая | 18    | 7     | 5     | 3     | 0     | 0     | 23    | 10    |
| Итого | Итого  | 288   | 121   | 30    | 15    | ?     | 3     | 318   | 139   |

Источник:

### Выступления за сборную СССР
За сборную СССР провел 50 матчей и забил 20 голов. Первый матч в составе сборной сыграл в 1965 году против сборной Бразилии (0:3). Последний матч — в 1972 году против сборной ФРГ (0:3).
Наибольшее количество забитых мячей в одном матче — 3 гола в ворота сборной Греции 4:1 (1965).

## Достижения

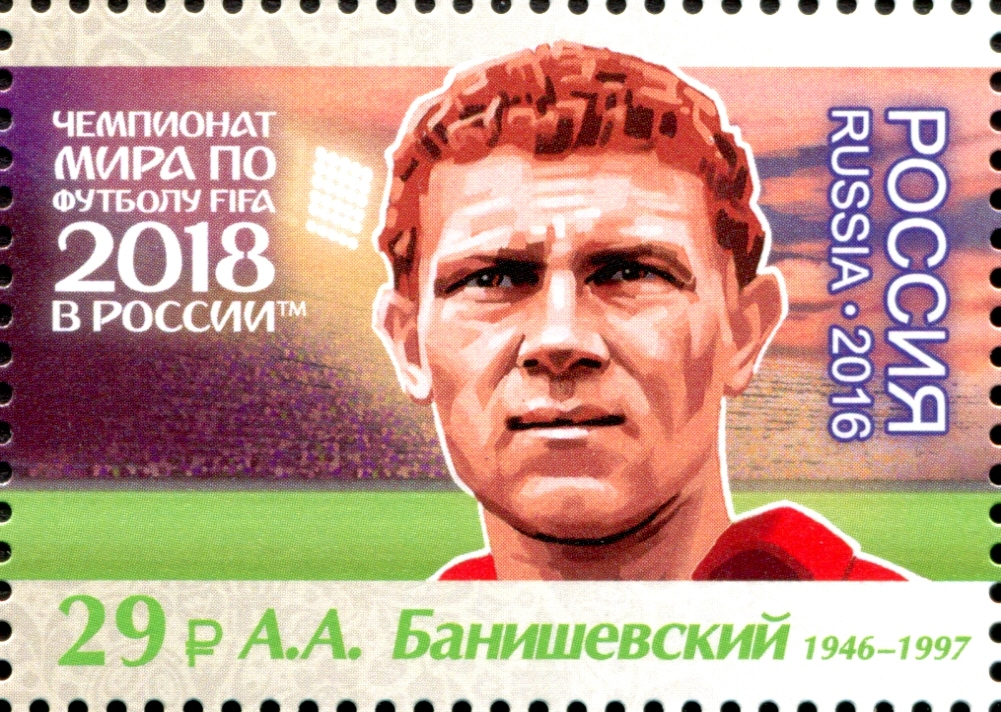
Почтовая марка России, 2016 год

### Командные
- Бронзовый призёр Высшей лиги Чемпионата СССР: 1966
- Серебряный призёр Первой лиги Чемпионата СССР: 1976
- Полуфиналист Чемпионата мира: 1966.
- Полуфиналист Чемпионата Европы: 1968.
- Серебряный призёр Чемпионата Европы: 1972

### Личные
- Один из обладателей приза «Лучшие дебютанты сезона»: 1964
- В списках 33 лучших футболистов сезона в СССР: № 2 — 1965, 1966; 1967[12]
- Член клуба бомбардиров им. Григория Федотова (115 мячей)
- Член Клуба Игоря Нетто (50 матчей)
- Лучший футболист Азербайджана за период 1954—2003 годов (юбилейный приз к 50-летию UEFA)

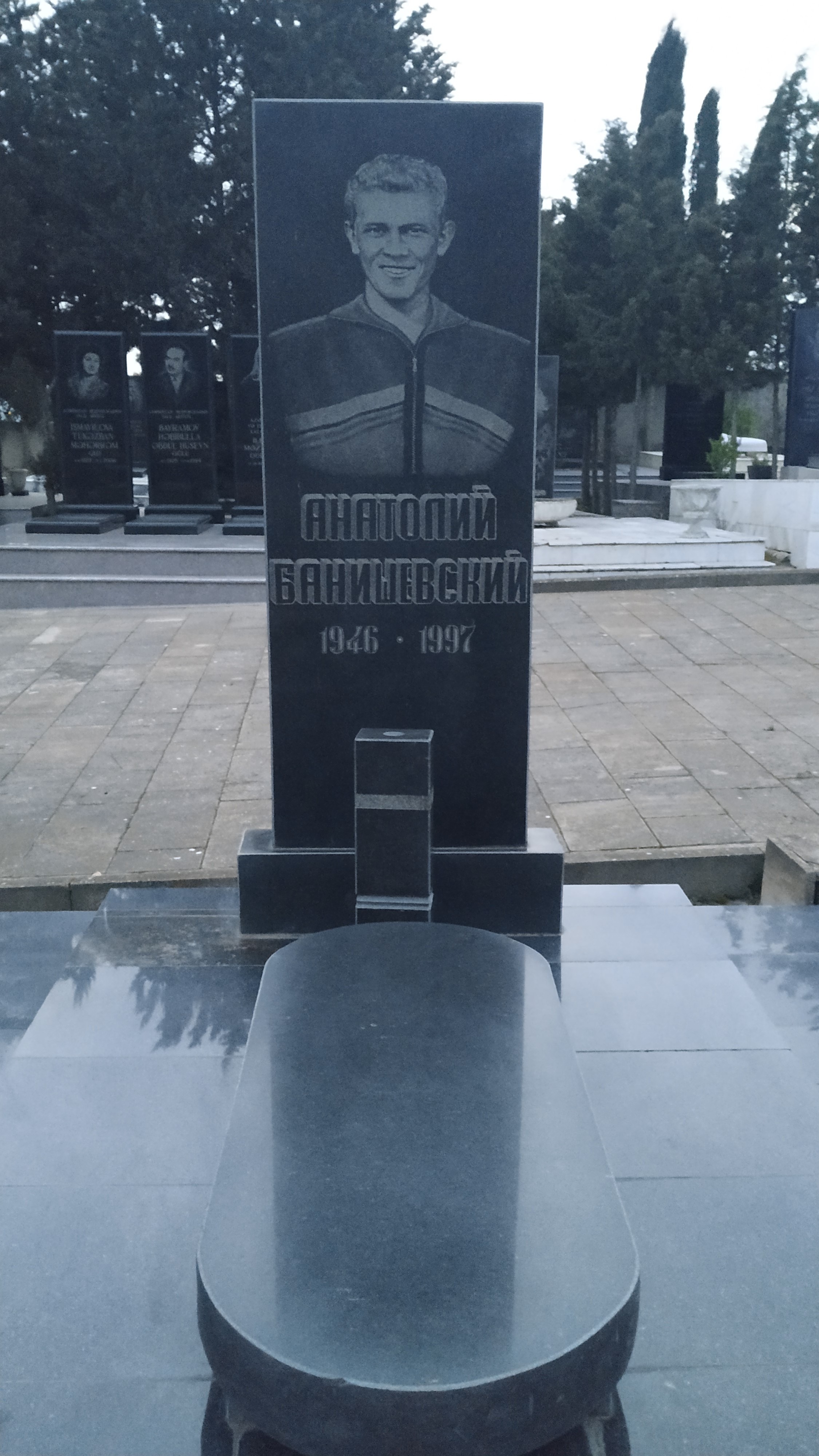
Могила Анатолия Банишевского на II Аллее почетного захоронения в Баку

### Звания и награды
- Мастер спорта СССР международного класса (1990)
- Заслуженный мастер спорта СССР (10.09.1991)
- Орден «Слава» (20.02.1996)
- Почётная грамота Верховного Совета Азербайджанской ССР (13.08.1966)